# Gianfranco Zigoni
Gianfranco Cesare Battista Zigoni (né le 25 novembre 1944 à Oderzo en Vénétie) est un footballeur italien, qui jouait au poste d'attaquant.
Très apprécié  des supporters des équipes où il a joué, celui que l'on surnomme Zigo ou encore il Cavallo Pazzo (le cheval fou) s'est forgé une réputation de rebelle et d'excentrique à cause de son amour pour l'alcool, les femmes et les voitures, ainsi que pour son comportement parfois marginal. Il est pour certains le symbole des années 70.
Il a à son actif 265 matchs et 63 buts en Serie A sous les maillots de la Juventus (premier match bianconero le 10 décembre 1961 lors d'une défaite 2-1 contre l'Udinese), du Genoa, de la Roma, de Vérone, ainsi que trois matchs en sélection italienne, parmi lesquels, il n'entra en jeu qu'une seule fois.
Son fils, Gianmarco, est également footballeur.

## Biographie
« Je mets hors-classement moi, Pelé et Maradona car footballistiquement, nous sommes trois extraterrestres. »

— Gianfranco Zigoni

## Palmarès
| Juventus - Championnat Primavera (1) : - Champion : 1962-63. - Championnat d'Italie (2) : - Champion : 1960-61 et 1966-67. - Vice-champion : 1962-63. - Coupe des Alpes (1) : - Vainqueur : 1963. |  | AS Roma - Coupe anglo-italienne (1) : - Champion : 1972. |